# 近藤芳正
近藤 芳正（こんどう よしまさ、1961年8月13日 - ）は、日本の俳優。松竹エンタテインメント所属。

## 来歴
愛知県名古屋市瑞穂区出身。中学1年次に地元の児童劇団へ加入後、15歳時に『中学生日記』にちょうちん屋の息子「近藤芳正」役としてテレビドラマ初出演（1976 - 1978年）。「闘争宣言」等いくつかの回で主演を務めた。なお2007年4月9日から、「闘争宣言」の30年後を描いた「僕は、ここにいる。〜父と子の闘争日記〜」に中3の息子を持つ父親役として出演し、自ら企画にも関わった。全4話構成で不定期に放送されたこのシリーズでは、30年前の映像も回想シーンとして使われた。
日本福祉大学付属高等学校卒業と同時に俳優を志し、名古屋で1年間『中学生日記』の風間先生役だった湯浅実の元で俳優修行を始める。翌年、湯浅が所属する劇団青年座の研究所に2年間入所。その後、劇団七曜日へ入団。
1991年、三谷幸喜脚本の『12人の優しい日本人』（映画版）への出演を契機に、東京サンシャインボーイズの舞台への客演が続き、特に後期作品にはほとんど出演した。劇団員との親交も深く、他の三谷作品にも多数出演している。
1996年、西村雅彦との二人芝居作品『笑の大学』（舞台版）が読売演劇大賞最優秀作品賞を受賞した。
2001年に酒井敏也・山西惇らの協力を得て劇団ダンダンブエノを、2009年にはソロプロジェクト バンダ・ラ・コンチャンを立ち上げている。2004年には『バナナが好きな人』で第4回、2007年には『砂利』で第7回バッカーズ演劇奨励賞を受賞した。
2015年、『野良犬はダンスを踊る』（窪田将治監督）で映画初主演。同作はモントリオール世界映画祭の「フォーカス・オン・ワールド・シネマ」部門に選出された。
2018年11月1日より松竹エンタテインメントに所属。2020年10月、京都に拠点を移す。2021年1月2日、一般女性との結婚を発表。

## 人物
- 中日ドラゴンズの大ファンである[15]。特に谷沢健一のファン。ナゴヤ球場でアイスクリーム販売のアルバイトをしていたこともあった[15]。

- ダチョウ倶楽部の前身であるキムチ倶楽部に所属していたことがあった[15]。

## 出演

### テレビドラマ

#### NHK
※特記以外は総合テレビ
- 中学生日記
  - 生徒 役（1976年 - 1978年）
  - 「僕はここにいる。〜父と子の闘争日記〜」（2007年、教育） - 中学3年の息子を持つ父 役
  - 「最終回スペシャル」（2012年、教育） - 嶋保 役
- 連続テレビ小説
  - 春よ、来い 第2部（1995年） - 工藤 役
  - てるてる家族（2003年） - 米原恭司 役
  - おひさま（2011年） - 飯田小太郎 役
  - 純と愛（2012年） - 粕谷部長 役
  - 半分、青い。（2018年） - 北野編集長
  - なつぞら（2019年） - 野上健也 役
  - カムカムエヴリバディ（2021年） - 木暮洋輔 役
  - ブギウギ（2023年） - 山下達夫 役[16]
- 大河ドラマ
  - 元禄繚乱（1999年） - 宮脇太郎次 役
  - 武蔵 MUSASHI（2003年） - 宮内典膳 役
  - 風林火山（2007年） - 相木市兵衛 役
  - 軍師官兵衛（2014年） - 柴田勝家 役
  - 真田丸（2016年） - 平野長泰 役
  - 西郷どん（2018年） - 田中雄之介 役[17]
  - 青天を衝け（2021年） - 幣原喜重郎 役
- 浪花少年探偵団 第4話（2000年、教育）
- ダイヤモンドの恋（2005年） - 松崎芳治 役
- ROMES/空港防御システム（2009年10月-12月） - 藤堂優 役
- NHKスペシャル終戦特集ドラマ・15歳の志願兵（2010年）
- いつか陽のあたる場所で（2013年） - 今枝修 役
- 大岡越前（BSプレミアム） - 三次 役
  - 大岡越前（2013年）
  - 大岡越前2（2014年）
  - 大岡越前3（2015年）
  - 大岡越前スペシャル（2017年）
  - 大岡越前4（2018年）
  - 大岡越前５（2020年）
  - 大岡越前スペシャル（2020年）
  - 大岡越前スペシャル〜大波乱!宿命の白洲〜（2023年）[18]
  - 大岡越前7（2024年）[19]
  - 大岡越前8（2025年）[20]
- その日のまえに（2014年、BSプレミアム）
- 海底の君へ（2016年） - 浅野先生 役
- 謎解きLIVE 四角館の密室殺人事件（2016年、BSプレミアム）
- 雲霧仁左衛門（BSプレミアム） - 三坪の伝次郎 役
  - 雲霧仁左衛門3（2017年）
  - 雲霧仁左衛門4（2018年）
  - 雲霧仁左衛門5（2022年）
  - 雲霧仁左衛門6（2023年）
  - 雲霧仁左衛門ファイナル（2025年）[21]
- 龍馬の遺言（2017年、BSプレミアム） - 岩倉具視 役
- 正月時代劇
  - 風雲児たち〜蘭学革命（れぼりゅうし）篇〜（2018年） - 新蔵 役
  - 幕末相棒伝（2022年） - 佐川官兵衛 役[22]
- 風の市兵衛 SP（2020年） - 小池辰五 役
- ストレス・リレー（2021年11月26日） - 古賀 役[23]
- 探偵ロマンス（2023年） - 後工田寿太郎 役[24]

#### 日本テレビ系
- 夜逃げ屋本舗 第1話（1999年）
- バカヤロー!1999 ニッポン人の怒り爆発 ストレス解消3連発「小銭がなくて何が悪い!」（1999年9月26日、日本テレビ）
- レッツゴー!永田町（2001年） - 柴田敦夫 役
- 伝説のマダム 第10話・11話（2003年、読売テレビ）
- 新・夜逃げ屋本舗 第5話（2003年）
- 恋のから騒ぎ〜Love StoriesII〜「ひきこもる女」（2005年）
- マイ・スゥイートホーム〜夢野大吉・夢を売ります（2007年）
- 252 生存者あり episode.ZERO（2008年）
- ギネ 産婦人科の女たち（2009年） - 藤木敦士 役
- 山田太一ドラマスペシャル・遠まわりの雨（2010年）
- 黄金の豚-会計検査庁 特別調査課-（2010年10月 - 12月） - 茶々万史郎 役
- さよならぼくたちのようちえん（2011年） - 車掌 役
- おしえて!家電の神様（2015年、BS日テレ）
- がっぱ先生!（2016年） - 五十嵐幸三 役
- あなたは一宮モーニングで謎を解く（2021年2月28日、中京テレビ） - 木曽川酔歩 役

#### TBS系
- 西田敏行の泣いてたまるか 第4話（1986年）
- 私の運命（1994年） - 本間健次 役
- ジューン・ブライド（1995年） - 中川清 役
- HOTEL 第4シリーズ　第15話（1995年）
- 織田信長 天下を取ったバカ（1998年） - 又三郎 役
- 天国に一番近い男 MONOカンパニー編 第2話・第8話（1999年） - 轟敏雄 役
- 松本清張特別企画・顔（1999年） - 松木宏 役
- First Love（2002年）
- 逃亡者 RUNAWAY（2004年） - 八木英徳 役
- こちら本池上署 第3シリーズ 第5回「職務質問の女」（2004年2月9日） - 嶋村弘 役
- スイッチを押すとき（2006年）
- 本日も晴れ。異状なし（2009年） - 又吉仙吉 役
- 特上カバチ!! 第4話「保証人地獄に落ちた妻」（2010年2月7日） - 吉田学 役
- ハンチョウ〜神南署安積班〜 第1話（2011年）
- 屋上のあるアパート[注 1]（2011年3月21日） - 岡村実 役
- 宮部みゆきミステリー パーフェクト・ブルー - 諸岡三郎 役
  - 第10話「残酷な運命の歯車!! 夫は息子は何故死んだ闇に光が…」（2012年12月10日）
  - 最終話「全ての真相は今夜! 二人の父親の闇と光…ありがとう」（2012年12月17日）
- アゲイン!!（2014年） - 北島 役
- SAKURA〜事件を聞く女〜 第8話「10年前の放火殺人の謎! 署長、執念の捜査!」（2014年12月8日） - 真鍋正隆 役
- 毒島ゆり子のせきらら日記（2016年） - 安斎吾郎 役
- 99.9-刑事専門弁護士- SEASON II 第4話「奇策!! 民事法廷で刑事の無実を証明せよ」（2018年2月4日） - 森本貴 役[25]
- あしたの家族（2020年1月5日） - 佐久間礼二 役
- 西荻窪 三ツ星洋酒堂 第3話（2021年2月11日、毎日放送） - 権藤司 役
- オー!マイ・ボス!恋は別冊で 第7話、第8話（2021年2月23日） - 磯辺晋二 役
- まどか26歳、研修医やってます! 第2話（2025年1月21日） - 瀬戸克樹 役[26]
- 月曜ドラマスペシャル→月曜ミステリー劇場→月曜ゴールデン→月曜名作劇場
  - 浅見光彦シリーズ12「札幌殺人事件」（1999年9月20日） - 井口刑事 役
  - 小学校教師・沢木千太郎の事件ノート（2000年7月31日） - 石橋圭吾 役
  - ミステリー作家・桜田桃子の冒険 - 大前田誠一郎 役
    - ミステリー作家・桜田桃子の冒険1（2000年9月11日）
    - ミステリー作家・桜田桃子の冒険2（2002年1月28日）

  - 横山秀夫サスペンス 逆転の夏（2001年9月3日） - 野崎道雄 役
  - 松本清張特別企画・殺意（2004年10月11日） - 稲井建雄 役
  - シリーズ激動の昭和 3月10日東京大空襲 語られなかった33枚の真実
  - 警視庁南平班〜七人の刑事〜2（2010年8月23日） - 小宮山秀夫 役
  - さすらいのプラチナワゴン〜歌手・美波丈太朗の事件簿〜（2012年12月3日） - 相馬一彦 役
  - 弁護士高見沢響子12（2014年7月7日） - 園田泰造 役
  - 税務調査官・窓際太郎の事件簿 - 酒井初男 役
    - 税務調査官・窓際太郎の事件簿28（2015年1月26日）
    - 税務調査官・窓際太郎の事件簿30（2016年4月11日）
    - 税務調査官・窓際太郎の事件簿31（2016年12月12日）
    - 税務調査官・窓際太郎の事件簿32（2017年5月8日）
    - 税務調査官・窓際太郎の事件簿33（2018年3月5日）
    - 税務調査官・窓際太郎の事件簿34（2018年8月6日）

  - 検察事務官 黒ユリ（2016年2月22日） - 夜桜舟子 / 塚本幸夫 役

#### フジテレビ系
- 世にも奇妙な物語
  - 「常識酒場」（1992年）
  - 「熊の木本線」（1996年）
  - 「マニュアル警察」（1999年）
  - 「よう!鈴木」（2000年） - 綾小路新太郎
  - 「オトナ受験」（2001年）
- この愛に生きて（1994年）
- 福井さんちの遺産相続（1994年） - 福井雄次 役
- 沙粧妙子-最後の事件-（1995年） - 白石稔 役
- 王様のレストラン 第7話（1995年） - 犬丸秘書 役
- 古畑任三郎シリーズ - 海老沢俊晴 役
  - 第2シーズン「VSクイズ王」（1996年）
  - ファイナル「ラスト・ダンス」（2006年）
- コーチ（1996年） - 塩谷泰夫 役
- 勝利の女神（1996年、関西テレビ）
- 3番テーブルの客（1997年）
- 総理と呼ばないで（1997年） - 総務部長 役
- 踊る大捜査線 第1話（1997年） - 田中文夫 役
- 成田離婚（1997年） - 伊藤毅 役
- こんな恋のはなし（1997年） - 中畑典彦 役
- 上品ドライバー9（1998年） - タクシーの乗客 役
- GTO（1998年、関西テレビ） - 中丸浩司 役
- 恋愛結婚の法則（1999年） - 助川邦夫 役
- ナオミ（1999年） - 近藤 役
- ショムニ 第2シリーズ（2000年） - 藤原真司 役
- できちゃった結婚（2001年） - 白井 役
- ビッグマネー!〜浮世の沙汰は株しだい〜（2002年） - 関根秀樹 役
- 顔（2003年） - 今村真一 役
- エンジン 第1話（2005年）
- ザ・ヒットパレード〜芸能界を変えた男・渡辺晋物語〜（2006年） - 宮川泰 役
- 剣客商売スペシャル「女用心棒」（2006年） - 伊平 役
- ほんとにあった怖い話（2010年）
- 開局50周年記念ドラマ・わが家の歴史（2010年） - TVプロデューサー 役
- 東野圭吾3部作スペシャル・ブルータスの心臓（2011年） - 佐山総一 役
- そんなこんなで女は走る（2013年）
- 白衣のなみだ第三部〜使命（2013年） - 東忠信 役
- ようこそ、わが家へ（2015年） - 持川徹 役
- ノンママ白書（2016年） - 婚活佐藤役 役
- 警視庁捜査資料管理室 (仮)（2018年） - 田中文夫 役
- ただいま 大須商店街（2019年1月2日、東海テレビ / 2019年3月31日、BSフジ） - 佐藤 役[27]
- 金曜エンタテイメント
  - 「音の犯罪捜査官・響奈津子」（1997年）
  - 「スチュワーデス刑事」（1999年） - 溝口正樹 役
- 金曜プレステージ
  - 「松本清張没後20年特別企画 疑惑」（2012年） - 加藤善浩 役
  - 「黒の滑走路3」（2013年） - 山川公之 役
  - 「鬼女」（2013年）
- 監察医 朝顔（2020年） - 瀧川管理官 役
- 大豆田とわ子と三人の元夫（2021年、関西テレビ） - 六坊仁 役[28]
- 魔法のリノベ（2022年） - 小出誠二 役[29]
- モンスター 第9話（2024年12月9日、関西テレビ） - 謎の男 / 岡村洋一郎（現在） 役[30]

#### テレビ朝日系
- '98新春ドラマスペシャル 味いちもんめ（1998年）
- 京都始末屋事件ファイル 第4話（1999年） - 野口勝彦 役
- 笑ゥせぇるすまん（1999年） - 軽井沢 役
- 土曜ワイド劇場
  - 「法医 歯科学の女」（1999年） - 岡崎信治 役
  - 「おばはん刑事!流石姫子」 - 山下敏夫 役
  - 「風極の岬」（2007年） - 若原敏也 役
  - 私は代行屋!シリーズ（朝日放送）
    - 「私は代行屋!」（2012年） - 乾寛二 役
    - 「私は代行屋!2」（2013年） - 乾寛二 役
    - 「私は代行屋!3」（2014年） - 乾寛二 役
    - 「私は代行屋!4」（2015年） - 乾寛二 役
- 熱血!周作がゆく（2000年） - 田村敬四郎 役
- 賢者の贈り物「祭典の日」（2001年、広島ホームテレビ）
- スカイハイ 第5話（2003年） - 貴田寅彦 役
- アシ!（2003年）
- ダムド・ファイル シーズンI・II（2003年、名古屋テレビ）
- TRICKエピソード3 第5・6話（2003年）
- 砦なき者（2004年） - 森島一朗 役
- にんげんだもの（2004年） - 西村正道 役
- PS羅生門 警視庁東都署 第5話「女は顔なのか!! コンビニ強盗生死を分けた真相…」（2006年8月2日） - 細川秀樹 役
- エラいところに嫁いでしまった!（2007年） - 山本源之介 役
- つぐみへ…〜小さな命を忘れない〜（2007年） - 横浜北警察署幹部補・藤田昇 役
- 警視庁捜査ファイル〜さくら署の女たち 第9話（2007年） - 轟弁護士 役
- 4姉妹探偵団（2008年、朝日放送共同制作） - 三崎太郎 役
- ツジツマ「壊れた家」（2008年）
- 警官の血（2009年）
- コールセンターの恋人（2009年、朝日放送共同制作）
- 相棒 Season8（2009年） - 好田究 役
- 警視庁失踪人捜査課 第1話「3秒で消えた男」（2010年4月16日、朝日放送共同制作） - 今岡勝 役
- 告発〜国選弁護人（2011年） - 鶴岡健次 役
- 遺留捜査（2011年） - 入江 役
- ダブルス〜二人の刑事（2013年） - 矢島謙吾 役
- テレビ朝日開局55周年記念番組「オリンピックの身代金」（2013年） - 佐々木車掌 役
- グッドパートナー 無敵の弁護士 第1話「諦めない元夫婦の最強コンビ 掟破りの勝利の裏技」（2016年4月21日） - 香田和宏 役
- ドラマスペシャル・松本清張「鬼畜」（2017年12月24日） - 高橋刑事 役
- 日曜ワイド「ハルさん～花嫁の父は名探偵？」（2017年） - 田所敬介 役
- 刑事7人 シーズン4 - 鳥塚栄介 役
  - 第1話「再集結!! 3億円強奪事件の衝撃真相!! リベンジ開始」（2018年7月11日）
  - 第2話「7年前から殺害予告!! 3億円事件真犯人の裏の顔…!!」（2018年7月18日）
- 必殺仕事人2019（2019年3月10日、朝日放送共同制作） - 蘇我屋忠兵衛 役
- テレビ朝日開局60周年記念 5夜連続ドラマスペシャル・白い巨塔（2019年5月22日 - 26日） - 葉山幸彦 役
- 警視庁・捜査一課長 新作スペシャルII（2019年7月14日） - 星山輝彦 役

#### テレビ東京系
- ウルトラQ dark fantasy 第3話（2004年） - 山崎 役
- 水曜ミステリー9
  - 「付き人女優・安野すみれ 楽屋裏事件ファイル」（2009年） - 白坂一成 役
  - 「松本清張没後20年特別企画 事故〜黒い画集〜」（2012年） - 田中幸雄 役
  - 「刑事の十字架」（2014年）
  - 「負け組法律事務所〜沈黙する証人〜」（2015年） - 寺家卓次 役
  - 「さすらい署長 風間昭平12」（2015年） - 河田慎哉 役
- 新春ワイド時代劇
  - 戦国疾風伝 二人の軍師 秀吉に天下を獲らせた男たち（2011年） - 多十 役
  - 大江戸捜査網2015〜隠密同心、悪を斬る!（2015年） - 孫六 役
- たべるダケ（2013年）
- マルホの女〜保険犯罪調査員〜（2014年） - 勝山雷太 役
- 潜入捜査アイドル・刑事ダンス（2016年） - 篠原課長 役
- バイプレイヤーズ～名脇役の森の100日間～（2021年） - 近藤芳正（本人役） 役
- 警視庁ゼロ係〜生活安全課なんでも相談室〜 第5シリーズ 第9話・最終話（2021年6月25日・7月2日） - 飯塚勝 役
- まったり!赤胴鈴之助（2022年1月9日 - 3月27日、テレビ大阪・BSテレ東） - 銀髪鬼 役[31]
- カプカプ 第3話（2024年12月12日） - 長田 役[32]
- 絶メシロード2024 2泊目（2024年12月28日） - 本多正典 役
- それでも俺は、妻としたい（2025年1月12日 - 3月30日 、テレビ大阪・BSテレ東） - 柳田作郎 役[33]

#### WOWOW
- チルドレン（2006年）
- 囚われつかじ〜13人の容疑者〜 第1話（2008年）
- 死刑基準（2011年） - 東金亘 役
- 配達されたい私たち 最終話（2013年） - 廣田 役
- 真犯人（2018年） - 佐藤文也 役
- DORONJO / ドロンジョ（2022年） - 躑躅我詩音 役[34]
- OZU 〜小津安二郎が描いた物語〜 第3話「非常線の女」（2023年）[35]
- I, KILL（2025年） - 船頭 役[36]

### 配信ドラマ
- はぴまり〜Happy Marriage!?〜（2016年6月、Amazon Prime Video） - 間宮理 役
- 全裸監督（2019年8月全話配信、Netflix）2話
- 誰かが、見ている（2020年9月18日、Amazon Prime Video）
- おやじキャンプ飯（2020年10月 - 12月、全6話、Youtube） - 主演・坂本明夫 役
- 列島制覇―非道のうさぎー（2021年4月、U-NEXT）
- 全裸監督2（2021年6月24日 全話配信、Netflix） - 4話
- トークサバイバー!〜トークが面白いと生き残れるドラマ〜 シーズン2（2023年10月10日、Netflix） - 病院の院長 役[37]

### 映画
- おもひでぽろぽろ（1991年）
- 12人の優しい日本人（1991年） - ピザの配達人 役
- 私立探偵 濱マイクシリーズ - 近藤 役
  - 私立探偵 濱マイク 我が人生最悪の時（1993年）
  - 私立探偵 濱マイク 遙かな時代の階段を（1994年）
  - 私立探偵 濱マイク 罠（1996年）
- トカレフ（1994年）
- スーパースキャンダル（1996年） - 井上信吾（助監督） 役
- 霧の子午線（1996年）
- That's カンニング! 史上最大の作戦?（1996年）
- マルタイの女（1997年） - 小清水マネージャー 役
- ラヂオの時間（1997年） - 鈴木四郎 役
- もののけ姫（1997年）
- 誘拐（1997年）
- ベル・エポック（1998年）
- のど自慢（1999年） - ミーハー息子 役
- ゴジラシリーズ
  - ゴジラ2000 ミレニアム（1999年） - 灯台の係員 役[5]
  - ゴジラ・モスラ・キングギドラ 大怪獣総攻撃（2001年） - 記念写真のカップル 役[5]
- 川の流れのように（2000年） - 担当編集者 役
- ピンチランナー モーニング娘。（2000年） - 高山先生 役
- ekiden 駅伝（2000年） - 芦田 役
- ウォーターボーイズ（2001年） - 佐久間の夫 役
- ココニイルコト（2001年） - 福田恒夫 役
- みんなのいえ（2001年） - マンション管理人 役
- ドラゴンヘッド（2003年） - 岩田 役
- 武勇伝（2003年）
- 青の炎（2003年） - 犬飼先生 役
- クリスマス★クリスマス（2004年） - 田中次郎 役
- 世界の中心で、愛をさけぶ（2004年） - 蜷川先生 役
- 探偵事務所5（2005年） - 探偵513（探偵スナック）
- アボカド納豆。（2005年）
- THE 有頂天ホテル（2006年） - 板東直正 役
- あしたの私のつくり方（2007年） - 古垣賢一 役
- ヒートアイランド（2007年） - 久間 役
- 青空のルーレット（2007年） - 北村高広 役
- 東京少女（2008年） - 塩見篤史 役
- ザ・マジックアワー（2008年） - 今野貴之介 役
- 次郎長三国志（2008年）
- 風が強く吹いている（2009年） - 東京大学陸上部コーチ 役
- BANDAGE（2010年）
- 太平洋の奇跡 -フォックスと呼ばれた男-（2011年）
- ステキな金縛り（2011年） - 心霊研究家 役
- ハラがコレなんで（2011年） - 斉藤 役
- はやぶさ 遥かなる帰還（2012年） - 米川教授 役
- 清須会議（2013年） - 義兵衛 役
- 許されざる者（2013年） - 喜八 役
- バナナvsピーチまつり（2013年）
  - ラジオデイズ - 主演（渡辺真起子とW主演）
  - 世の中はざらざらしている - 主演（渡辺真起子とW主演）
- WOOD JOB! 〜神去なあなあ日常〜（2014年）
- ゴッドタン キス我慢選手権 THE MOVIE2 サイキック・ラブ（2014年） - 所長 役
- 東京スカイツリー特別ショートフィルム第二弾「ソラノネ」（2014年）
- 紙の月（2014年） - 井上 役
- D坂の殺人事件（2015年） - 浪越警部 役
- 野良犬はダンスを踊る（2015年10月10日） - 主演・黒澤宗之 役[11][12]
- ホテルコパン（2016年2月13日） - 桜木 役[38]
- 屋根裏の散歩者（2016年7月23日） - 浪越警部 役
- 手のひらを太陽に～palm・to・the・sun（2016年）
- 獣道（2017年）
- リングサイドストーリー（2017年）
- ボクはボク、クジラはクジラで、泳いでいる。 （2018年10月12日・和歌山県先行11月3日）
- 三十路女はロマンチックな夢を見るか?（2018年）
- SHORT TRIAL PROJECT 2018「ブレス」（2019年）
- 記憶にございません!（2019年）
- 喝 風太郎!!（2019年）
- 人間失格 太宰治と3人の女たち（2019年）
- 決算!忠臣蔵（2019年）
- 蒲田前奏曲（2020年）
- 河童の女（2020年）
- アンダードッグ（2021年）
- くれなずめ（2021年）
- バイプレイヤーズ～もしも100人の名脇役が映画を作ったら～（2021年）
- 向田理髪店（2022年）[39]
- リバー、流れないでよ（2023年6月23日、トリウッド） - オバタ 役[40]
- フィリピンパブ嬢の社会学（2024年）[41][42]
- 湖の女たち（2024年）[43]
- BISHU 〜世界でいちばん優しい服〜（2024年） - 稲毛洋一 役[44]
- 事実無根（2025年） - 主演・星孝史 役[45]
- 劇場版 それでも俺は、妻としたい（2025年） - 柳田作郎 役[46]
- この夏の星を見る（2025年） - 才津勇作 役[47]
- こんな事があった（2025年公開予定）[48]
- 月のこおり（2025年11月21日公開予定、ギグリーボックス）[49]

### WEB映画
- ナックルガール（2023年11月2日、Amazon Prime Video） - 田端秀俊 役 [50]
- クレイジークルーズ（2023年11月16日、Netflix）[51][52]

### オリジナルビデオ
- キクプロス（1986年、にっかつビデオフィルムズ）
- 報復（かえし）（2017年11月、オールインエンタテインメント） - 塚本（警官） 役[53]
- 報復（かえし）2（2017年12月、オールインエンタテインメント） - 塚本（警官） 役[54]

### 舞台
- 99連隊（1991年）
- ピカレスク・ホテル（1992年）
- なにもそこまで（1992年）
- カップルズ（1992年）
- 12人の優しい日本人（1992年）
- ノイゼズ・オフ（1992年）
- 彦馬がゆく（1993年）
- ラヂオの時間（1993年）
- ピロートーク（1993年）
- ザ・中学教師2（1993年）
- 洒落男たち〜モダンボーイズ〜（1994年）
- ショウ・マスト・ゴー・オン（1994年）
- 鳥賊ホテル（1994年）
- 罠（1994年）
- やっぱりあなたが一番いいわ（1995年）
- 笑の大学（1996年初演、1998年再演）
- ゴット・ブレス・YOU！（1997年）
- Neil Simon’s CHAPTER TWO（1999年）
- ラヴ・レターズ（1999年）
- 闇に咲く花（1999年）
- 持ち上げる人（2001年）※演出も担当
- La TERRSSE-ラ・テラス-（2001年）
- 室温〜夜の音楽〜（2001年）
- ノイズ・オフ（2002年）
- いなくていい人（2003年）
- 阿修羅城の瞳（2003年）
- バナナがすきな人（2004年）※演出も担当
- ピローマン（2004年）
- ビリーとヘレン（2004年）
- 礎（2005年）※演出も担当
- 歌わせたい男たち（2005年初演、2008年再演）
- デモクラシー（2005年）
- トリデ〜砦〜（2006年）
- アジアの女（2006年）
- 砂利（2007年）
- 偏路（2007年）
- ハイ!ミラクルズ2008年）※演出も担当
- 相思双愛（2009年）※構成・演出も担当
- ちんけさんと大きな女たち（2011年）作・演出も担当
- 朱雀家の滅亡（2011年）※原作は三島由紀夫
- 90ミニッツ（2011年 他）
- ドラマリーディング「ザ・シェルター」（2011年）
- HUG!〜ステレオサウンズ（2012年）
- 英国王のスピーチ（2012年）
- 九頭（くず）の讃美歌。そして十字架。時々、晴れ。（演出のみ）（2012年）
- OPUS/作品（2013年）
- 朗読「カゲロウの黒い犬〜北赤羽サイボーグ事件〜」（2014年）
- 昭和レストレイション（2014年）
- 御ゑん祭〜近藤さん出ずっぱりだって!?（2014年）
- 「十二夜」×続・十二夜、近藤芳正ひとり芝居「わたくし、マルヴォーリオはー」（2015年）
- 市民と創るスケッチ群像劇「話しグルマ」（2015年）（構成・演出）
- 夜想曲集（2015年）
- 100万回生きたねこ（2015年）
- ライン（国境）の向こう（2015年）
- 髑髏城の七人 Season花（2017年、劇団☆新感線、IHIステージアラウンド東京） - 狸穴二郎衛門 役
- 斜交 昭和40年のクロスロード（2017年、水戸芸術館ACM劇場） - 主演・三塚九兵衛 役
- ぐりむの法則「アイスベリーバグ」（2018年）
- 夫人マクベス（2019年、大阪芸術創造館）
- 骨と十字架（2019年、新国立劇場小劇場）
- 正しいオトナたち（2019年、東京グローブ座）
- 本多劇場グループ PRESENTSひとり芝居・無観客ライブ配信公演「DISTANCE」（2020年、本多劇場）
- あんまと泥棒（2020年、本多劇場）
- ナイフ（2022年、水戸芸術館ACM劇場/東京芸術劇場）
- いきなり本読み!（2024年・2025年〈予定〉、三越劇場）[55][56]
- 蒙古が襲来（2025年、PARCO劇場 他）[57]
- VS.（2025年〈予定〉、ABCホール）[58]

### テレビアニメ
- カリメロ（テレビ東京）
- 楽しいムーミン一家（テレビ東京）
- 姫ちゃんのリボン（テレビ東京）

### OVA
- 機動警察パトレイバー
  - 第04話「視聴率90%」（1991年） - 経理部員 役
  - 第05話「史上最大の決戦」（1991年） - カメラマン 役
  - 第06話「黒い三連星」（1991年） - 役名なし
  - 第07話「GAME OVER」（1991年） - ディレクター 役
  - 第08話「火の七日間」（1991年） - 整備員 役
  - 第13話「ダンジョン再び」（1991年） - 鵜之山 役
- らんま1/2 学園に吹く嵐! アダルトチェンジひな子先生（1994年）

### バラエティ
- ひょうきん予備校（フジテレビ）
- マジカル頭脳パワー!!（日本テレビ） - 「あるなしクイズ」の出題VTR出演
- おしえて!家電の神様（BS11）
- 痛快TVスカッとジャパン（フジテレビ）
- おやじ京都呑み（KBS京都/BS11）- 角野卓造と
  - その1（2022年6月14日/2022年9月21日）
  - その2「鯖寿司と焼肉と〆は冷めん…最後は涙?」（2022年9月20日/2022年11月16日）
  - その3「餃子、ビールとぬる燗とマティーニで乾杯!」（2022年12月20日/2023年1月18日）
  - その4「酒蔵で呑み比べ、イタリアン、〆はお茶漬け」（2023年2月28日/2023年3月15日）
  - その5「おやじ達の宴! 今夜は酔います〜陶芸体験に広東料理」（2023年4月25日/2023年4月26日）※ ゲスト：佐藤B作
  - その6「隠れ家酒場でしっぽり〜シェリー酒呑み比べ＆〆の粉もん」（2023年6月27日/7月26日）
  - その7「おやじたちの夏休み〜貴船の川床＆鴨川納涼床」（2023年8月22日/8月23日）
  - その8「太秦界隈〜食べるラー油火付け役＆映画人集う店」（2023年10月24日/10月29日）
  - その9「師匠と行く千本呑み」（2023年12月26日/12月31日）※ ゲスト：太田和彦
  - その10「冬の伏見酒蔵呑み歩き! にごり酒に大人のテーマパーク」（2024年2月27日/3月3日）
  - その11「愛すべきおやじ達の店」（2024年4月23日/5月5日）
  - その12「旬の肴で酔いしれる〜名水の日本酒と新鮮野菜で乾杯!」（2024年6月25日/7月7日）
  - その13「おやじたちの夏休み 嵯峨野にて」（2024年8月27日/9月1日）
  - その14「麺食らうおやじたち」（2024年10月22日/11月10日）
  - その15「師匠の師匠をおもてなし」（2024年12月24日/2025年1月5日）※ ゲスト：太田和彦
  - その16「いろとりどりに酔っ払う」（2025年2月26日/3月2日）
  - その17「最後に食べたいあの料理」（2025年4月22日/5月4日）
  - その18「丹後の海でおやじ呑み」（2025年6月24日/7月6日）
  - その19「夏を乗り切るスタミナ料理」（2025年8月26日/9月7日）
- あなたの知らない京都旅（BS朝日）- 旅人
  - 2025年5月1日「妻と出会った都〜『忠臣蔵』が結んだ縁〜」
  - 2025年7月17日「都で暮らす3人のとっておき京都〜内藤剛志・近藤芳正・本上まなみ〜」

### CM
- E*トレード証券（1999年）
- NTTドコモ（1999年）
- サントリー「モルツ」（2000年）
- So-net（2001年）
- セキスイハイム（2001年）
- AGF「マキシム」（2002年）
- NTT西日本（2003年、2006年）
- Daiwa House（2006年）
- 味の素「Cook Do」（2007年）※ 主演の妻役に安田成美、娘役に三吉彩花ら。
- イッツコムスマート（2016年）